# Championnat de Suisse de football 1916-1917
Navigation
Édition précédente Édition suivante
La 20e édition du championnat de Suisse de football est remportée par le FC Winterthur.
Le BSC Young Boys et le FC La Chaux-de-Fonds complètent le podium. 
Le championnat est divisé en trois groupes régionaux. Deux clubs sont intégrés à l'aube de la nouvelle saison : le FC Baden et le Grasshopper-Club Zurich. Les premiers de chaque groupe sont qualifiés pour la phase finale décidant du champion. Le Neumünster Zürich, champion de deuxième division est promu en première division pour la saison 1917-1918.

## Les clubs de l'édition 1916-1917
| Club                     | Ville             |
| ------------------------ | ----------------- |
| Blue Stars Zurich        | Zurich            |
| BSC Old Boys             | Bâle              |
| BSC Young Boys           | Berne             |
| Cantonal Neuchâtel       | Neuchâtel         |
| Étoile La Chaux-de-Fonds | La Chaux-de-Fonds |
| FC Aarau                 | Aarau             |
| FC Bâle                  | Bâle              |
| FC Berne                 | Berne             |
| FC Biel-Bienne           | Bienne            |
| FC Brühl Saint-Gall      | Saint-Gall        |
| FC Stella Fribourg       | Fribourg          |
| FC Genève                | Genève            |
| FC La Chaux-de-Fonds     | La Chaux-de-Fonds |
| FC Baden                 | Baden             |
| FC Nordstern Bâle        | Bâle              |
| FC Saint-Gall            | Saint-Gall        |
| FC Winterthur            | Winterthour       |
| FC Zurich                | Zurich            |
| Grasshopper-Club Zurich  | Bâle              |
| Montriond Lausanne       | Lausanne          |
| Montreux-Narcisse        | Montreux          |
| Servette FC              | Genève            |
| Young Fellows Zurich     | Zurich            |

## Compétition

### Classements
Le classement est établi sur le barème de points classique (victoire à 2 points, match nul à 1, défaite à 0).

#### Groupe Ouest
| Rang | Équipe                   | Pts | J  | G  | N | P  | Bp | Bc | Diff |
| ---- | ------------------------ | --- | -- | -- | - | -- | -- | -- | ---- |
| 1    | FC La Chaux-de-Fonds     | 25  | 14 | 12 | 1 | 1  | 43 | 24 | +19  |
| 2    | Montriond Lausanne       | 23  | 14 | 11 | 1 | 2  | 49 | 22 | +27  |
| 3    | Servette FC              | 17  | 14 | 6  | 5 | 2  | 40 | 23 | +17  |
| 4    | Étoile La Chaux-de-Fonds | 11  | 14 | 5  | 1 | 8  | 39 | 37 | +2   |
| -    | Cantonal Neuchâtel       | 11  | 14 | 4  | 3 | 7  | 42 | 44 | -2   |
| 6    | FC Genève                | 10  | 14 | 3  | 4 | 7  | 23 | 38 | -15  |
| 7    | Stella Fribourg          | 9   | 14 | 3  | 3 | 8  | 26 | 47 | -21  |
| 8    | Montreux-Narcisse        | 6   | 14 | 2  | 2 | 10 | 28 | 55 | -27  |

|  | Qualification pour la phase finale |

#### Groupe Centre
| Rang | Équipe            | Pts | J  | G | N | P | Bp | Bc | Diff |
| ---- | ----------------- | --- | -- | - | - | - | -- | -- | ---- |
| 1    | BSC Young Boys    | 18  | 12 | 8 | 2 | 2 | 31 | 15 | +16  |
| 2    | FC Bâle           | 15  | 12 | 5 | 5 | 2 | 31 | 20 | +11  |
| 3    | FC Aarau          | 13  | 12 | 5 | 3 | 4 | 23 | 21 | +2   |
| 4    | FC Biel-Bienne    | 12  | 12 | 6 | 0 | 6 | 37 | 45 | -8   |
| 5    | BSC Old Boys      | 11  | 12 | 5 | 1 | 6 | 19 | 20 | -1   |
| 6    | FC Berne          | 10  | 12 | 3 | 4 | 5 | 23 | 27 | -4   |
| 7    | FC Nordstern Bâle | 5   | 12 | 2 | 1 | 9 | 22 | 38 | -16  |

|  | Qualification pour la phase finale |

#### Groupe Est
| Rang | Équipe                  | Pts | J  | G  | N | P  | Bp | Bc | Diff |
| ---- | ----------------------- | --- | -- | -- | - | -- | -- | -- | ---- |
| 1    | FC Winterthur           | 25  | 14 | 12 | 1 | 1  | 57 | 22 | +35  |
| 2    | Blue Stars Zurich       | 19  | 14 | 9  | 1 | 4  | 38 | 23 | +15  |
| -    | FC Saint-Gall           | 19  | 14 | 9  | 1 | 4  | 49 | 32 | +17  |
| 4    | FC Zurich               | 16  | 14 | 7  | 2 | 5  | 40 | 31 | +9   |
| 5    | FC Brühl Saint-Gall     | 15  | 14 | 7  | 1 | 6  | 24 | 30 | -6   |
| 6    | Young Fellows Zurich    | 10  | 14 | 4  | 2 | 8  | 27 | 31 | -4   |
| 7    | FC Baden                | 5   | 14 | 2  | 1 | 11 | 18 | 47 | -29  |
| 8    | Grasshopper-Club Zurich | 3   | 14 | 1  | 1 | 12 | 16 | 53 | -37  |

|  | Qualification pour la phase finale |

#### Phase finale
Matchs
| Équipe 1             | Résultat | Équipe 2             | Date         | Lieu   |
| -------------------- | -------- | -------------------- | ------------ | ------ |
| FC Winterthur        | 2 - 0    | BSC Young Boys       | 3 juin 1917  | Bâle   |
| FC La Chaux-de-Fonds | 1 - 1    | BSC Young Boys       | 17 juin 1917 | Zurich |
| FC Winterthur        | 3 - 2    | FC La Chaux-de-Fonds | 21 juin 1917 | Berne  |

Classement
| Rang | Équipe               | Pts | J | G | N | P | Bp | Bc | Diff |
| ---- | -------------------- | --- | - | - | - | - | -- | -- | ---- |
| 1    | FC Winterthur        | 4   | 2 | 2 | 0 | 0 | 5  | 2  | +3   |
| 2    | FC La Chaux-de-Fonds | 1   | 2 | 0 | 1 | 1 | 3  | 4  | -1   |
| -    | BSC Young Boys       | 1   | 2 | 0 | 1 | 1 | 1  | 3  | -2   |

|  | Champion de Suisse |

## Bilan de la saison
| Tableau d'Honneur                 |               |
| Compétition                       | Vainqueur     |
| Championnat de Suisse de football | FC Winterthur |

| Promotions et relégations |                   |
| Promus                    | Neumünster Zurich |
| Relégués                  | Aucun             |